# James Morris (baryton-basse)
Pour les articles homonymes, voir James Morris et Morris.
James Morris, né en 1947, est un baryton-basse américain.
Il est réputé comme un des meilleurs interprètes du rôle de Wotan dans Der Ring des Nibelungen de Richard Wagner; il l'a notamment interprété au Metropolitan Opera jusqu'en 2008 et enregistré 2 fois en studio sous la direction de James Levine et de Bernard Haitink. Il est fréquemment comparé à Hans Hotter qui l'a par ailleurs initié.